# サファリ特急
サファリ特急（サファリとっきゅう、原題：Safari Express）は、1976年のイタリア・ドイツの冒険アクション映画。
監督はドゥッチョ・テッサリ、出演はジュリアーノ・ジェンマ、ウルスラ・アンドレス、ジャック・パランスほか。前年に制作された「アフリカ特急」の続編。日本では劇場未公開。テレビ放映時の別題として「豪快セスナ野郎／サファリ特急」がある。

## あらすじ
舞台はアフリカ。ジョン・バクスターとハワード・スプリングはサファリ・ツアーガイドとして働いていた。ある日ジョンは記憶喪失の女性と出会う。彼女は「マエーバ」という言葉以外の一切の記憶を失っていた。彼女は仮に「マエーバ」と呼ばれることになった。マエーバを見つけたジョンは謎の集団に狙われるが、ジョンの相棒・猿のビバの機転により集団を打ち倒し教会へと逃げ込む。
同じ頃、ジョンとハワードはヴァンという男から大金と引き換えに荷物を運んで欲しいという依頼を受ける。だがその荷物は武器であり、現地の部族・バトンガの次期族長候補ウディンに渡されるものであった。優しき現族長のブルをよく知っているジョンは断るが、ハワードは金に目がくらみ仕事を引き受けてしまった。
教会でジョンの乗るジープが爆発する事故が起こる。実はヴァンはマエーバの殺害を企んでおり、謎の集団の襲撃やジープの爆破は全て彼の所業だった。族長の地位を与えるとヴァンに告げられたウディン一味はジョンらにマエーバの身柄を引き渡さないと教会の人間を皆殺しにすると脅迫してきた。ジョンは大砲を使って彼らを追い払った。
時が流れるにつれてマエーバは記憶を思い出していく。彼女の本当の名前はミリアム。鉱山の開発会社の秘書で、「マエーバ」というのは会社名の頭文字であった。彼女の鉱山はヴァンに唆されたウディン一味によって襲撃され、仲間は皆殺しにされてしまった。必死に逃げるうちにミリアムは記憶を失くしていたのだった。ヴァンは鉱山から採れるウラニウムを独り占めするために土地の権利を手に入れる計画を進めていたのだ。
ジョンは武器の搬入を防ぐため、ハワードの走らせる車の前にガソリンを撒いて道を燃やす。車に積まれた武器は炎に包まれ爆発してしまった。依頼の遂行に失敗したハワードはヴァンから小型の飛行機を使って邪魔なブル一族を爆撃しろと依頼される。ハワードはヴァンと手を切る意思を見せるもハワードは撃たれ、瀕死のハワードを見つけたジョンとミリアムはウディンに捕らえられてしまう。
二人はウディン一味の攻撃をかいくぐり、ヴァンの陰謀を阻止するのだった。

## キャスト
| 役名                 | 俳優                   | 日本語吹替                                 |
| 役名                 | 俳優                   | 日本テレビ版                               |
| -------------------- | ---------------------- | ------------------------------------------ |
| ジョン・バクスター   | ジュリアーノ・ジェンマ | 松橋登                                     |
| ミリアム             | ウルスラ・アンドレス   | 小原乃梨子                                 |
| ハワード・スプリング | ピーター・マーテル     | 青野武                                     |
| ヴァン・ダーレン     | ジャック・パランス     | 森山周一郎                                 |
| ガスペリン神父       | ドン・スチュワート     | 藤本譲                                     |
| 軍曹                 | エンツォ・ボッテシニー |                                            |
| 観光客               | ロレラ・デ・ルカ       |                                            |
| 不明 その他          | N/A                    | 細井重之 雨森雅司 筈見純 肝付兼太 亀井三郎 |
| 日本語版スタッフ     |                        |                                            |
| 演出                 |                        |                                            |
| 翻訳                 |                        |                                            |
| 効果                 |                        |                                            |
| 調整                 |                        |                                            |
| 制作                 |                        |                                            |
| 解説                 | 解説                   | 水野晴郎                                   |
| 初回放送             | 初回放送               | 1977年6月15日 『水曜ロードショー』         |